# African Communist
African Communist, comunista africano (em português), é a revista do Partido Comunista Sul-Africano, publicado trimestralmente, com sede em Joanesburgo. A revista foi iniciada por um grupo de marxistas-leninistas em 1959.